# DNA a tripla elica

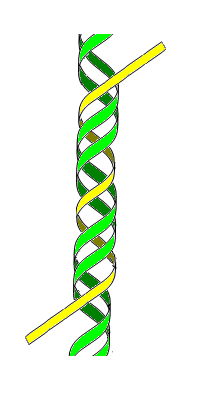
Stilizzazione di un DNA a tripla elica

Una struttura di DNA a tripla elica si forma quando un singolo filamento di DNA si associa ad un doppio filamento di B-DNA attraverso un legame di Hoogsteen o Reverse Hoogsteen (si formano quindi le triadi GGC). Originariamente descritta nel 1957, la tripla elica è stata evidenziata in vivo solo durante l'azione della ricombinasi di Escherichia coli RecA, ma il suo ruolo non è ancora stato compreso.
Numerosi laboratori di ricerca stanno investigando la possibilità che le triple eliche di DNA possano costituire un meccanismo di regolazione dell'espressione genica.